# Mühlhausen/Thüringen
Mühlhausen/Thüringen este  un oraș din districtul Unstrut-Hainich, landul Thüringen, Germania.